# Coringa (streamer)
Victor Augusto Costa Camilo (Belo Horizonte, 3 de julho de 1997), mais conhecido como Coringa, é um streamer, influenciador, gamer e empresário brasileiro. Coringa é embaixador de grandes marcas como Itaú, O Boticário, Samsung, Mentos, Snickers e Tim.

## Biografia
Natural de Belo Horizonte, Minas Gerais, antes de se envolver com Free Fire, Coringa trabalhava como auxiliar de instalação de sistemas de som com o seu pai. Ele começou a se interessar pelo jogo ao jogar com amigos do mesmo bairro. Mesmo após descobrir sua paixão pelo Free Fire, Coringa conciliava suas atividades com o trabalho ao lado do pai e seus estudos universitários.
Antes de ingressar na LOUD, Coringa criou um canal de Free Fire. Com o tempo, ele conheceu Arthur "Crusher Fooxi" e juntos formaram uma equipe competitiva, participando de campeonatos e torneios. A visibilidade alcançada nesses eventos levou ao convite de Bruno Bittencourt (PlayHard), CEO da Loud (esports).
Em 2019, Coringa e Crusher Fooxi se tornaram dois dos primeiros membros da organização Loud (esports), onde participaram ativamente dos torneios da Garena. No entanto, a formação original da equipe de Free Fire não perdurou por muito tempo.
Coringa e outros membros da equipe optaram por integrar a equipe de influenciadores da organização, direcionando suas carreiras para o streaming. A decisão de deixar o cenário competitivo do Free Fire foi mútua, permitindo que Coringa diversificasse seu conteúdo no YouTube para além do Free Fire, incluindo vlogs sobre estilo e gameplay de GTA RP.

## Conteúdo e repercussão
Em julho de 2021, Coringa foi um dos streamers mais assistidos em todo o mundo, acumulando mais de 4 milhões de horas de visualização em suas transmissões, de acordo com dados divulgados pelo Streams Charts. Ele conquistou o primeiro lugar na classificação, superando o streamer canadense xQc. Suas lives de GTA RP mantiveram uma audiência constante de mais de 100 mil visualizações, contribuindo para sua popularidade. No mesmo ano, Coringa e Gaules foram premiados como os Streamers Brasileiros mais assistidos no mundo no Prêmio eSports Brasil 2021. 
Durante o ano de 2022, Coringa conquistou a posição de segundo streamer mais assistido no Brasil, de acordo com dados divulgados pelo Esports Charts. Gaules liderou a lista com 160,43 milhões de horas assistidas, enquanto Coringa ficou em segundo lugar com 63,4 milhões de horas assistidas. O streamer Casimiro ocupou o terceiro lugar, registrando 62,1 milhões de horas vistas pela audiência.
Em 2023, Coringa participou de uma exibição de Counter-Strike 2 (CS2) ao lado de Neymar, FalleN e Gaules. O evento foi transmitido ao vivo através do canal de Coringa na plataforma Twitch em 13 de dezembro de 2023.
Em novembro de 2023, Coringa foi surpreendido ao vivo com a trágica notícia do falecimento de seu cachorro. Durante uma transmissão de Counter-Strike 2 na plataforma Twitch, o influenciador foi informado por sua mãe sobre o acontecimento. Cerca de 1 hora e 20 minutos após o início da transmissão, Coringa foi interrompido pela entrada de sua mãe, visivelmente emocionada. Ao questioná-la sobre o ocorrido, ele a abraçou e decidiu encerrar imediatamente a transmissão. Esse evento gerou repercussão em diversos canais de notícias.
Em 27 de junho de 2024, a organização LOUD, na qual Coringa já era contratado como streamer, anunciou que ele se tornaria sócio da companhia, ao lado de PlayHard, Jean Ortega, Vinicius Júnior, e Matthew Ho.

## Vida pessoal
Coringa está em um relacionamento com a cantora e artista Tainá Costa desde o ano de 2020. Juntos, compartilham tanto a vida pessoal quanto a profissional. Tainá Costa compôs a música "Arlequina", dedicada a Coringa, como uma homenagem ao relacionamento entre eles. 

## Prêmios e indicações
| Ano  | Prêmio                  | Categoria                                     | Resultado | Ref.   |
| ---- | ----------------------- | --------------------------------------------- | --------- | ------ |
| 2021 | PEB 2021                | Melhor Streamer                               | Indicado  | [ 19 ] |
| 2021 | Esports Awards          | Streamer do Ano                               | Indicado  | [ 6 ]  |
| 2022 | Prêmio Jovem Brasileiro | Meu Gamer Preferido                           | Venceu    | [ 20 ] |
| 2022 | PEB 2022                | Melhor Streamer do ano e Personalidade do ano | Indicado  | [ 21 ] |
| 2022 | MTV Millennial Awards   | Streamer BR                                   | Indicado  |        |
| 2023 | Prêmio Jovem Brasileiro | Melhor Gamer                                  | Venceu    | [ 22 ] |
| 2023 | Tiktok Awards           | Zerou o Game                                  | Venceu    | [ 23 ] |
| 2023 | Esports Awards          | Personalidade do ano                          | Indicado  | [ 24 ] |
| 2023 | PEB 2023                | Melhor Streamer                               | Indicado  | [ 25 ] |
| 2024 | PEB 2024                | Melhor Streamer                               | Indicado  | [ 26 ] |